# ヴァレリー・スティール
ヴァレリー・ファーネストック・スティール（Valerie Fahnestock Steele、1955年 - ）は、アメリカ合衆国のファッション史研究者、キュレーター、ニューヨーク市のニューヨーク州立ファッション工科大学 (FIT) 博物館の館長。館長職には、2003年に任命された。

## 経歴
ヴァレリー・スティールは、イェール大学でPh.D.を取得し、ニューヨーク州立ファッション工科大学博物館 (The Museum at the Fashion Institute of Technology, MFIT) の館長兼主任キュレーターを務めている。スティールは過去10年ほどの間に、「ゴシック：ダーク・グラマー (Gothic: Dark Glamour)」、「愛と戦争：武器化された女性 (Love & War: The Weaponized Woman)」、「コルセット：身体のファッション化 (The Corset: Fashioning the Body)」、「ロンドン・ファッション (London Fashion)」、「運命の女：世紀末パリのファッション (Femme Fatale: Fashion in Fin-de-Siècle Paris)」など、20以上の展覧会をキュレート（企画・監修）している。
1997年に自ら創刊した学術誌『Fashion Theory: The Journal of Dress, Body & Culture』の編集長でもあるスティールは、『Gothic: Dark Glamour』、『The Corset: A Cultural History』、『Paris Fashion』、『Fifty Years of Fashion: New Look to Now』、『Fetish: Fashion, Sex and Power』、『Women of Fashion: 20th-Century Designers』など、多数の著作を出版している。また、3巻からなる『Encyclopedia of Clothing and Fashion』の編集長でもあった。最近の著書には、同名の展覧会との関連で書かれたパトリシア・ミアーズ (Patricia Mears) との共著『Isabel Toledo: Fashion from the Inside Out』がある。
2011年には「日本ファッションの今 (Japan Fashion Now)」と題された著作と展覧会を発表。三宅一生、川久保玲、山本耀司といった日本を代表するデザイナーのみならず、それらに影響を受けた新しいデザイナーや原宿のKawaiiカルチャーなど、多様な角度で日本の今を紹介している。スティール本人にとっても東京の表参道はお気に入りの場所らしい。
スティールは、様々な機会に講演を行い、『オプラ・ウィンフリー・ショー』や『Undressed: The Story of Fashion』など、テレビ番組にも数多く出演している。公共放送サービス (PBS) の特別番組『The Way We Wear』に出演した際には、『ワシントン・ポスト』紙から「ファッション界で最高の頭脳をもつ女性たち (fashion’s brainiest women)」のひとりと評された。メディアで発言が引用されることもよくあり、『フォーブス』誌は「ファッション教授 (Fashion Professor)」、『ニューヨーク・タイムズ』紙は「ハイヒールを履いた歴史家 (High-Heeled Historian)」と彼女を形容し、『ニューヨーク・デイリーニューズ』紙は「ファッション界で最も力をもつ50人」のひとりに彼女を選出している。

## 主な著書
- Gothic: Dark Glamour, Yale University Press, 2008, ISBN 0-300-13694-3 / 9780300136944 / 0-300-13694-3.
- Encyclopedia of clothing and fashion (editor in chief), Charles Scribner's Sons, 2005, ISBN 0-684-31451-7.
- Fashion, Italian style, Yale University Press, 2003, ISBN 0-300-10014-0.
- The Fan: Fashion and Femininity Unfolded, Rizzoli International Publications, 2002, ISBN 0-8478-2446-2.
- The Red Dress, Rizzoli International Publications, 2001, ISBN 0-8478-2392-X.
- The Corset: a cultural history, Yale University Press, 2001, ISBN 0-300-09071-4.
- Shoes: a lexicon of style, Rizzoli International Publications, 1999, ISBN 0-8478-2166-8.
- China chic : East meets West (with John S. Major), Yale University Press, 1999, ISBN 0-300-07930-3.
- Bags: a lexicon of style (with Laird Borrelli), Scriptum Publishers, 1999, ISBN 1-902686-04-7.
- Fifty years of fashion: new look to now, Yale University Press, 1997, ISBN 0-300-07132-9.
- Fetish: fashion, sex, and power, Oxford University Press, 1996, ISBN 0-19-509044-6.
- Women of fashion: twentieth-century designers, Rizzoli International Publications, 1991, ISBN 0-8478-1394-0.
- Men and women: dressing the part (editor, with Claudia Brush Kidwell), Smithsonian, 1989, ISBN 0-87474-559-4.
- Paris fashion: a cultural history, Oxford University Press, 1998, ISBN 0-19-504465-7.
- Fashion and eroticism: ideals of feminine beauty from the Victorian era to the Jazz Age, Oxford University Press, 1985, ISBN 0-19-503530-5.
- ファッションセオリー ヴァレリー・スティール著作選集, 2025（翻訳）